# L'ultimo rigore
L'ultimo rigore è una miniserie televisiva italiana del 2002, diretta da Sergio Martino e interpretata da Enzo Decaro.

## Trama
Carlo Corsi è l'allenatore della Lombarda, squadra provinciale militante in serie A. Negli ultimi minuti della partita contro la Juventus, decide di far entrare il proprio figlio Marco, il quale riesce a segnare una rete memorabile venendo acclamato dalla stampa come un futuro campione.
La squadra di Corsi ottiene buoni risultati, grazie anche alle prestazioni di Marco, ma, quando il carico di lavoro diventa eccessivo, il giovane e immaturo ragazzo si fa convincere a prendere sostanze illecite dal vice allenatore Morini. Scoperto dal padre, tenta la fuga in motorino, rimanendo coinvolto in un incidente. Costretto a letto con tempi di recupero lunghissimi, Marco precipita in una spirale autodistruttiva fatta di vizi e indisciplina.
Corsi nel frattempo, senza la sua stella e con la vita privata a pezzi, perde il controllo della squadra e viene esonerato proprio in favore del suo vice Morini. Dopo l'esonero, in un'intervista televisiva dichiara che le società calcistiche fanno ampio uso di sostanze dopanti. Non viene creduto e la sua immagine viene screditata, ottenendo come risultato di farsi terra bruciata attorno nel mondo del calcio.
Dopo essersi ritirato e aver aperto un bar nel suo paese di origine, viene contattato dall'anziano presidente della squadra del paese, prima squadra da lui allenata. Dopo vari tentennamenti, Carlo Corsi accetta di guidare la squadra in serie C1.
Durante il torneo riallaccerà il rapporto col figlio, impegnato nel lento e doloroso recupero, e riuscirà a portare la sua squadra alla promozione in serie B, vincendo lo spareggio playoff proprio contro il suo ex vice allenatore alla Lombarda Morini.

## Sequel
Nel 2006 è stata distribuita la miniserie sequel, dal titolo L'ultimo rigore 2.